# Максимівська сільська рада (Збаразький район)
Макси́мівська сільська́ ра́да — адміністративно-територіальна одиниця та орган місцевого самоврядування у Збаразькому районі Тернопільської області. Адміністративний центр — село Максимівка.

## Загальні відомості
Максимівська сільська рада утворена в 1940 році.
- Територія ради: 26,13 км²
- Населення ради: 1 357 осіб (станом на 2001 рік)

## Населені пункти
Сільській раді підпорядковані населені пункти:
- с. Максимівка
- с. Гори-Стрийовецькі
- с. Чагарі-Збаразькі

## Склад ради
Рада складалася з 18 депутатів та голови.
- Голова ради: Дзядик Богдан Володимирович
- Секретар ради: Кінь Оксана Михайлівна

### Керівний склад попередніх скликань
| Прізвище, ім'я, по батькові | Основні відомості                                                               | Дата обрання | Дата звільнення |
| --------------------------- | ------------------------------------------------------------------------------- | ------------ | --------------- |
| Дзядик Богдан Володимирович | Сільський голова, 1957 року народження, безпартійний                            | 26.03.2006   | 31.10.2010      |
| Петричко Василь Дмитрович   | Сільський голова, 1964 року народження, освіта вища, безпартійний               | 31.10.2010   | 13.09.2013      |
| Дзядик Богдан Володимирович | Сільський голова, 1957 року народження, освіта середня спеціальна, безпартійний | 25.05.2014   |                 |

Примітка: таблиця складена за даними сайту Верховної Ради України

### Депутати
За результатами місцевих виборів 2010 року депутатами ради стали:

#### За суб'єктами висування
| Суб'єкт висування                                       | Кількість обраних депутатів | %    |
| ------------------------------------------------------- | --------------------------- | ---- |
| Самовисування                                           | 15                          | 83,3 |
| Політична партія Всеукраїнське об'єднання «Батьківщина» | 3                           | 16,7 |

#### За округами
| № округу                                                | Прізвище, ім'я, по батькові      | Дата визнання обраним | Освіта           | Партійна приналежність                        | Відомості про обраного депутата               |
| ------------------------------------------------------- | -------------------------------- | --------------------- | ---------------- | --------------------------------------------- | --------------------------------------------- |
| Політична партія Всеукраїнське об'єднання «Батьківщина» |                                  |                       |                  |                                               |                                               |
| 3                                                       | Кузьо Ольга Богданівна           | 01.11.2010            | незакінчена вища | член Української Народної Партії              | загальноосвітня школа, організатор            |
| 15                                                      | Приймак Ярослав Олександрович    | 01.11.2010            | вища             | позапартійний                                 | тимчасово не працює                           |
| 17                                                      | Чупрун Світлана Тарасівна        | 01.11.2010            | вища             | позапартійна                                  | тимчасово не працює                           |
| Самовисування                                           |                                  |                       |                  |                                               |                                               |
| 1                                                       | Рак Володимир Володимирович      | 26.05.2014            | незакінчена вища | позапартійний                                 | Ресторан «Форум-Хол», м. Тернопіль, шеф-кухар |
| 2                                                       | Кінь Оксана Михайлівна           | 01.11.2010            | вища             | позапартійна                                  | Пошта, заввідділу                             |
| 4                                                       | Марко Ірина Володимирівна        | 01.11.2010            | середня          | позапартійна                                  | фельдшерсько-акушерський пункт, медсестра     |
| 5                                                       | Опанасенко Наталія Омелянівна    | 01.11.2010            | вища             | член Української Народної Партії              | загальноосвітня школа, вчитель                |
| 6                                                       | Сосніцький Володимир Ярославович | 01.11.2010            | вища             | член Народної партії                          | ТОВ «Агросвіт»                                |
| 7                                                       | Біла Любов Іванівна              | 01.11.2010            | вища             | член Української Народної Партії              | загальноосвітня школа, вчитель                |
| 8                                                       | Гаврисько Іван Петрович          | 01.11.2010            | вища             | член Української Народної Партії              | загальноосвітня школа, вчитель                |
| 9                                                       | Хомишак Михайло Іванович         | 01.11.2010            | середня          | позапартійний                                 | Фермер                                        |
| 10                                                      | Ванькович Теодор Олексійович     | 01.11.2010            | середня          | позапартійний                                 | ТОВ «Надія», ветлікар                         |
| 11                                                      | Рак Любов Романівна              | 01.11.2010            | середня          | член Всеукраїнського об'єднання «Батьківщина» | Пошта, листоноша                              |
| 12                                                      | Крупа Ярослав Васильович         | 01.11.2010            | середня          | позапартійний                                 | ВАТ «Тернопільський кар'єр»                   |
| 13                                                      | Гасай Семен Петрович             | 01.11.2010            | середня          | позапартійний                                 | ТОВ «Збаражцукор»                             |
| 14                                                      | Галагус Юрій Володимирович       | 01.11.2010            | середня          | позапартійний                                 | ВАТ «Тернопільський кар'єр»                   |
| 16                                                      | Чорний Андрій Ярославович        | 01.11.2010            | середня          | позапартійний                                 | приватний підприємець                         |
| 18                                                      | Дзядик Надія Петрівна            | 01.11.2010            | середня          | позапартійна                                  | Клуб, завклуб                                 |